# Giovannino (film)
Giovannino è un film di genere erotico del 1976 diretto da Paolo Nuzzi, ispirato all'omonimo romanzo di Ercole Patti del 1954.

## Trama
Catania, periodo del fascismo. Giovannino, figlio del notaio Calì, è innamorato di Antonietta con cui si scambia diverse lettere d'amore, ma ha nel frattempo una relazione sessuale con la cameriera Agata. Quando il rapporto tra Giovannino e le due donne viene scoperto, Agata è allontanata dalla villa e Antonietta è costretta a lasciare la città. Assieme ai suoi amici, Giovannino trascorre alcuni giorni in una pensione assumendo la cocaina portata da Nelly, conoscente di Ignazio; successivamente si recano poi al matrimonio tra Giovanni e Margherita. Per sfuggire al controllo dei genitori, Giovannino si trasferisce a Roma dopo aver vinto un concorso ministeriale, innamorandosi di Marcella, la figlia dei proprietari della pensione in cui alloggia.
I due vorrebbero convolare a nozze, ma il padre di Giovannino lo impedisce poiché vuole che il figlio si sposi con la ricca Vincenzina Coturi. Ritornato a Catania, Giovannino scopre che Marcella ha lasciato Giacomo diventando una prostituta con cui ha un rapporto sessuale e conosce Vincenzina scoprendo che è zoppa. Nonostante l'iniziale riluttanza, Giovannino decide di sposare Vincenzina anche se l'evento è funestato dalla morte di suo padre. Tempo dopo, Giovannino incontra Ignazio, sposatosi e trasferitosi a Firenze, che vorrebbe vendergli i suoi terreni per partire nell'Africa Orientale, ma l'affare è impedito dall'intervento di Vincenzina. Dopo la partenza di Ignazio, Giovannino vorrebbe fuggire via con la sua amante Anna, ma all'ultimo momento vi rinuncia.